# میتال ۱۵۴۳۴
سیارک ۱۵۴۳۴ (به انگلیسی: 15434 Mittal، نامگذاری:1998VM25) پانزده هزار و چهارصد و سی و چهارمین سیارک کشف شده‌است که در ۱۰ نوامبر ۱۹۹۸ کشف شد.
قدر مطلق سیارک برابر ۱۴.۸ است.